# Wari (rivière)
Pour les articles homonymes, voir Wari.

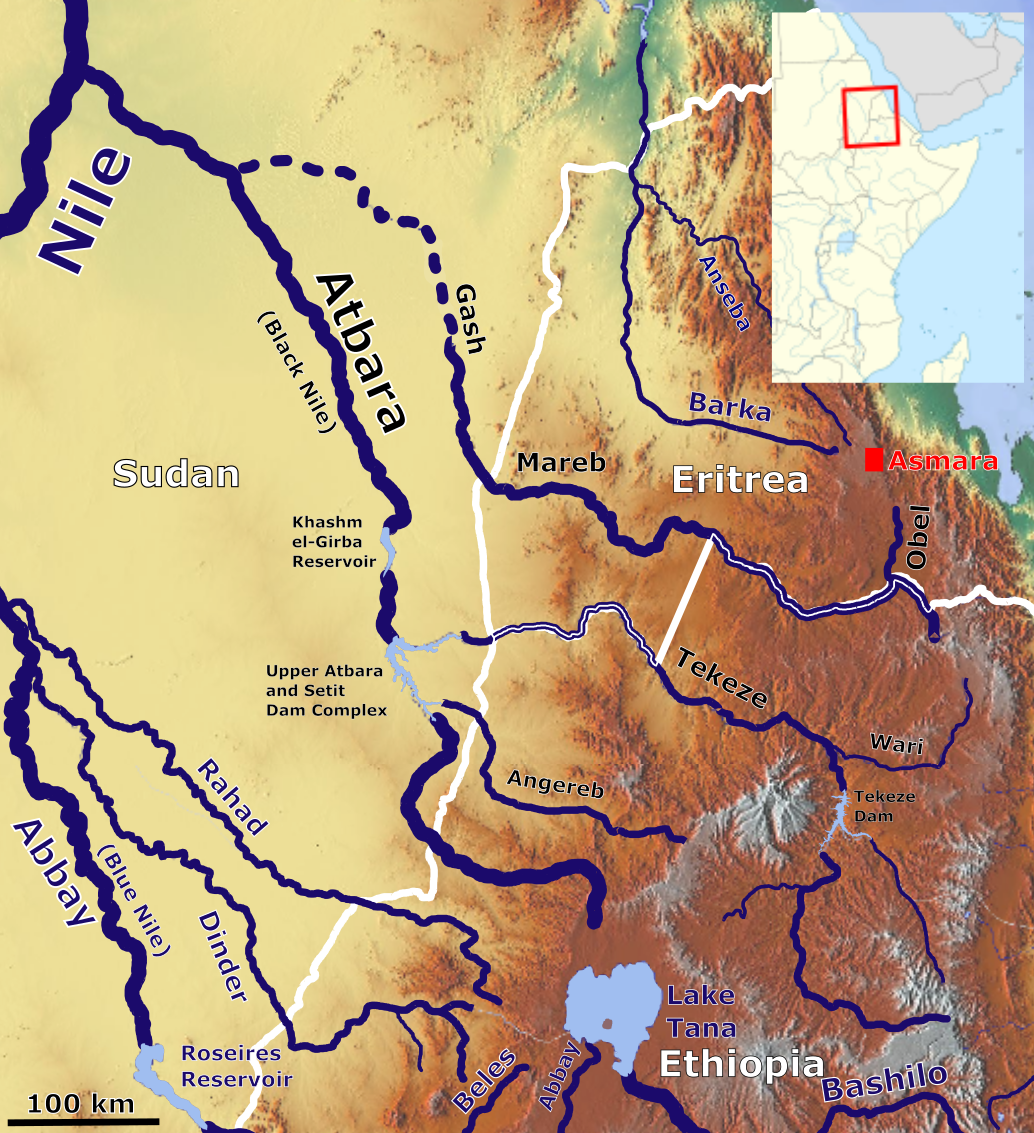
Carte montrant le bassin d'Atbara, avec la rivière Wari (à droite)

Le Wari est une rivière du Nord de l'Éthiopie et un affluent de la Rivière Tekezé. Il prend sa source dans la Gar'alta et se jette vers le sud-ouest dans le Tekezé à 13° 41′ N, 38° 33′ E. Les affluents du Wari comprennent les rivières Assam, Chemit, Meseuma, Tsedia, Agefet et Tsaliet.
Le drainage général se fait vers l'ouest, jusqu'à la rivière Tekezze. Les principaux affluents du district de Dogu’a Tembien sont, d'amont en aval
- Agefet Rivière
  - Rivière Amblo, à tabia Addi Walka
  - Rivière Azef, à la frontière des tabias Addi Walka et Haddinnet
  - Rivière Ab'aro, en tabia Haddinnet et woreda Kola Tembien
- May Leiba, en tabia Ayninbirkekin, qui devient Tinsehe R. en Selam et Mahbere Sillasie, et Tsaliet  Rivière, en aval du monastère Dabba Selama
  - Rivière Khunale, à tabia Selam
  - Rivière Harehuwa, à tabia Mahbere Sillasie
  - Rivière Kidan Mihret, à tabia Mahbere Sillasie
  - Rivière Ferrey, à la frontière des tabias Mahbere Sillasie et Degol Woyane